# Отога (округ, Алабама)
Шаблон:StateAbbr_ 32°32′12″ пн. ш. 86°38′54″ зх. д. / 32.536666666667° пн. ш. 86.648333333333° зх. д.
Отога (англ. Autauga County) — округ (графство) у штаті Алабама. Ідентифікатор округу 01001. Столиця — місто Праттвілл.

## Історія
Округ утворений 1818 року.

## Демографія
За даними перепису 2000 року
загальне населення округу становило 43671 осіб, зокрема міського населення було 24101, а сільського — 19570.
Серед них чоловіків — 21221, а жінок — 22450. В окрузі було 16003 домогосподарства, 12353 родин, які мешкали в 17662 будинках.
Середній розмір родини становив 3,12.
Віковий розподіл населення поданий у таблиці:
| Стать    | До 15 років | 15-21 | 22-29 | 30-39 | 40-49 | 50-65 | 65-85 | Понад 85 |
| -------- | ----------- | ----- | ----- | ----- | ----- | ----- | ----- | -------- |
| Чоловіки | 5328        | 2171  | 1967  | 3407  | 3283  | 3248  | 1704  | 113      |
| Жінки    | 5051        | 2049  | 2131  | 3619  | 3416  | 3550  | 2319  | 315      |

## Суміжні округи
- Чилтон — північ
- Елмор — схід
- Монтгомері — південний схід
- Лаундс — південь
- Даллас — захід

## Виноски
1. ↑  U.S. Decennial Census. United States Census Bureau. Архів оригіналу за 26 квітня 2015. Процитовано 22 серпня 2015.
2. ↑  Historical Census Browser. University of Virginia Library. Архів оригіналу за 30 травня 2019. Процитовано 22 серпня 2015.
3. ↑  Forstall, Richard L., ред. (24 березня 1995). Population of Counties by Decennial Census: 1900 to 1990. United States Census Bureau. Архів оригіналу за 24 вересня 2015. Процитовано 22 серпня 2015.
4. ↑  Census 2000 PHC-T-4. Ranking Tables for Counties: 1990 and 2000 (PDF). United States Census Bureau. 2 квітня 2001. Архів оригіналу (PDF) за 18 грудня 2014. Процитовано 22 серпня 2015.
5. ↑  State & County QuickFacts. United States Census Bureau. Архів оригіналу за 11 грудня 2015. Процитовано 15 травня 2014.(англ.) Наведено за англійською вікіпедією.
6. ↑  American FactFinder. Бюро перепису населення США. Архів оригіналу за 26 лютого 2012. Процитовано 31 січня 2008.

| США | Це незавершена стаття з географії США. Ви можете допомогти проєкту, виправивши або дописавши її. |